# Tanja Brühl
Tanja Christina Brühl, född 10 maj 1969 i Marburg i Hessen i Tyskland, är en professor i statsvetenskap samt sedan den 1 oktober 2019 även president för Darmstadts tekniska universitet.